# Viburnum lentago
Espèce
Classification phylogénétique
Répartition géographique
La Viorne lentago ou Viorne flexible (Viburnum lentago), est une espèce d’arbres de la famille des Caprifoliacées selon la classification classique de Cronquist (1981) ou des Adoxacées selon la classification phylogénétique APG III (2009).

## Répartition
Amérique du Nord.